# Родригес, Марвин
Марвин Родригес Рамирес (исп. Marvin Rodríguez Ramírez; 26 ноября 1934, Сан-Хосе, Коста-Рика — 16 октября 2017, там же) — коста-риканский футболист и тренер.

## Карьера

### Футболиста
Большую часть своей карьере Марвин Родригес провёл в клубе «Саприсса», в составе которого он много раз становился чемпионом страны. В 1961 году футболист переехал в Гватемалу, где начал первые тренерские шаги. Некоторое время Родригес был играющим тренером местного «Мунисипаля». Несколько лет он был одним из ведущих игроков сборной страны, за которую провёл 43 матча и забил семь мячей. В 1951 году хавбек в её составе стал серебряным призёром на Панамериканских играх в Буэнос-Айресе.

### Тренерская
Несколько лет Родригес успешно возглавлял родную «Саприссу», с которой он выигрывал несколько чемпионатов страны подряд. Но особенно ценным получился период работы специалиста в «Пунтаренасе». В 1986 году тренер привёл провинциальный клуб к титулу сильнейшего в Коста-Рики. Помимо успешной работы на родине, Марвин Родригес неплохо трудился в Гватемале, Гондурасе и Сальвадоре.
Трижды за свою жизнь наставник возглавлял сборную Коста-Рики. Наиболее успешным получился второй заход в 1989 году. За это время Родригес привёл «тикос» к уверенной победе в отборочном турнире чемпионат мира 1990 года в Италии. Таким образом он стал первым, кто вывел костариканцев на мундиаль. Этот успех позволил национальной команде также выиграть чемпионат наций КОНКАКАФ. Однако несмотря на выдающиеся достижения по итогам года Родригес по решению федерации покинул пост главного тренера сборной, уступив место югославу Боре Милутиновичу.

## Личная жизнь
Марвин Родригес был женат. У него осталось четверо детей. 16 октября 2017 года специалист скончался в Сан-Хосе, немного не дожив до 83-летия.

## Достижения

### Футболиста
- Чемпион Коста-Рики (4): 1952, 1953, 1957, 1960.
- Чемпион Гватемалы (1): 1963/64.
- Серебряный призёр Панамериканских игр (1): 1951.

### Тренера
- Чемпион наций КОНКАКАФ (1): 1989.
- Чемпион Коста-Рики (8): 1972, 1973, 1974, 1975, 1976, 1978, 1979, 1986.
- Обладатель Кубка Коста-Рики (2): 1972, 1976.
- Чемпион Гватемалы (2): 1978, 1995/96.
- Обладатель Кубка Фратернитад (1): 1982.